# Johan Karlsson (Färla)
Johan Karlsson var en svensk riddare, riksråd och lagman i Södermanland under 1400-talet, son till Karl Eriksson (Färla).
Som riksråd ingick Johan Karlsson i den grupp som avsade sig sin tro och huld till kung Erik av Pommern, och i egenskap av riksråd undertecknade han rådets brev till Tyska orden den 9 juni 1435.
Tillsammans med biskoparna Knut och Tomas, riddarna Nils Gustafsson (Rossviksätten), Gotskalk Bengtsson (Ulv), Nils Erengisleson och Bengt Stensson (Natt och Dag), väpnarna Karl Ormsson (Gumsehuvud), Nils Jönsson, Karl Gädda och Matts Ödgislesson Lillie var Johan Karlsson var ett av de svenska riksråd som år 1434 undertecknade en misstroendedeklaration mot kung Erik där riksråden avsade sig sin tro och huld till kungen och förklarade honom för rikets fiende.
Gift med Ingrid Mattsdotter (Hålbonäsätten).